# 菲爾林加內冰原島峰
71°52′S 27°7′E / 71.867°S 27.117°E
菲爾林加內冰原島峰（英語：Firlingane Nunataks），是南極洲的冰原島峰，位於毛德皇后地的朗希爾德公主海岸，處於布爾肯山和赫斯特斯肯冰原島峰之間，挪威製圖師根據美國海軍拍攝的空中照片繪入地圖，現時由南極條約體系管理。